# Nekrolog 1929
Nekrolog
◄◄
| ◄
| 1925
| 1926
| 1927
| 1928
| 1929 | 1930 | 1931 | 1932 | 1933 | ► | ►►
1. Quartal |
2. Quartal |
3. Quartal |
4. Quartal 
Weitere Ereignisse | Allgemeiner Nekrolog 1929
Die Beschreibung der verstorbenen Person sollte so kurz wie möglich gehalten sein und nur deren signifikante Tätigkeit(en) enthalten.
Neue Namen ggf. auch unter dem Geburts- und Sterbedatum, also etwa unter 1. Januar und im Geburts- und Sterbejahr (2024) eintragen (nur bei entsprechender großer Wichtigkeit). Für Beispiele siehe die schon vorhandenen Artikel.
Außerdem über die fünf zuletzt Verstorbenen, zu denen es einen ausreichend guten Artikel für eine Präsentation auf der Hauptseite gibt, nach der todesbedingten Überarbeitung der Artikel ggf. auch unter Wikipedia Diskussion:Hauptseite informieren und sie am besten auch in den anderen Wikipedia-Sprachversionen eintragen. Tipp: Regelmäßig bei news.google.de nach „ist tot“, „gestorben“ oder „verstorben“ suchen.
Wenn eine Person gestorben ist, gibt es viele Seiten zu dieser Person in der Wikipedia, die davon auch betroffen sind und entsprechend aktualisiert werden müssen. Beispiele: Namenübersichtsseite, Geburtsjahr, Geburtsort-Seiten und viele mehr.
Wie finde ich die betroffenen Seiten?
Im Suchfeld auf der linken Seite gibt man den Suchbegriff so ein: „Vorname Nachname“. Dann klickt man auf Volltext und alle Seiten mit entsprechendem Suchtext werden aufgerufen. Hier sieht man dann schnell, wo auch das Todesjahr Sinn macht oder sogar ein Teil des Artikels angepasst werden muss. Auch hilft das „Werkzeug“ auf der linken Seite sehr gut, um solche Seiten aufzufinden: „Links auf diese Seite“. Somit ist die Wikipedia wieder aktuell in allen Bereichen! Hinweis: bei Eintragung der Kategorie „Gestorben JAHR“ wird der Missbrauchsfilter 49 ausgelöst, was jedoch nicht schlimm ist. Siehe: Spezial:Missbrauchsfilter/49
Dies ist eine Liste von im Jahr 1929 verstorbenen bekannten Persönlichkeiten. Die Einträge erfolgen innerhalb der einzelnen Daten alphabetisch sortiert. Tiere sind im Nekrolog für Tiere zu finden.
Die Liste ist nach Quartalen aufgeteilt:
- Nekrolog 1. Quartal 1929: Januar, Februar und März
- Nekrolog 2. Quartal 1929: April, Mai und Juni
- Nekrolog 3. Quartal 1929: Juli, August und September
- Nekrolog 4. Quartal 1929: Oktober, November und Dezember

## Datum unbekannt
| Name                                      | Beruf, bekannt als | Alter |
| ----------------------------------------- | --- | ----- |
| Bianca Ambrosetti                         | italienische Turnerin |       |
| Marie Anatour                             | österreichische Theaterschauspielerin und Soubrette                                                                                             |       |
| Giuseppe Aureli                           | italienischer Maler |       |
| Gustav Bach                               | Heilbronner Ingenieur und Unternehmer |       |
| William Ball                              | englischer Fußballspieler |       |
| Bernhard Baumbach                         | deutscher Verwaltungsbeamter |       |
| Israel Belkind                            | russisch-deutscher BILU-Pionier |       |
| Big Tree                                  | Unterhäuptling der Kiowa-Indianer und Cousin von Satanta                                                                                        |       |
| Henri Bint                                | französischer Geheimagent |       |
| Charles Schenk Bradley                    | Elektrotechniker und Erfinder, Erfinder von Mehrphasenmotoren                                                                                   |       |
| Max Breslauer                             | deutscher Elektrotechniker |       |
| Walter Francis Brown                      | US-amerikanischer Maler und Illustrator |       |
| Pablo Castellanos León                    | mexikanischer Pianist und Musikpädagoge |       |
| Antonio Chacón                            | spanischer Flamenco-Sänger |       |
| Wilfred Collet                            | britischer Kolonialgouverneur |       |
| Edward B. Craft                           | US-amerikanischer Ingenieur |       |
| Henry Morton Dunham                       | US-amerikanischer Organist und Komponist |       |
| Carl Esser                                | deutscher Bildhauer |       |
| Marcel Fabre                              | spanischer Filmschauspieler, Regisseur und Drehbuchautor                                                                                        |       |
| João Franco Ferreira Pinto Castelo Branco | portugiesischer konservativer Politiker |       |
| Paul Fromme                               | deutscher Verwaltungsbeamter |       |
| Chekri Ganem                              | libanesischer Schriftsteller |       |
| Franz Carl Gerster                        | deutscher Mediziner |       |
| Heinrich Gottinger                        | deutscher Opernsänger, -regisseur, Theaterschauspieler und -direktor                                                                            |       |
| Fredrik Vilhelm Hansen                    | schwedischer Bauingenieur |       |
| Lillian Harman                            | amerikanische Frauenrechtlerin und Anarchistin                                                                                                  |       |
| William Wadé Harris                       | liberianischer Evangelist und Prophet |       |
| Franz Emil Hellwig                        | Kaufmann und Sammler von Ethnographika in Deutsch-Neuguinea                                                                                     |       |
| Friedrich Hertlein                        | deutscher Archäologe |       |
| Christian Junggeburth                     | deutscher Radrennfahrer und Schrittmacher |       |
| Karl von Kirchbach                        | Generaldirektor der Königlich-Sächsischen Staatseisenbahnen                                                                                     |       |
| Walther Kleemann                          | deutscher Verwaltungsbeamter |       |
| Otto Wilhelm Krogmann                     | deutscher Kaufmann und Politiker, MdHB |       |
| Ludwig Kubanek                            | deutscher Bildhauer und Stuckateur |       |
| Hans Kutter                               | deutscher Verwaltungsjurist |       |
| Siegfried Laboschin                       | deutscher Maler und Grafiker |       |
| Albin Le Maistre                          | deutscher Verwaltungsjurist in Sachsen; erster Polizeipräsident in Dresden                                                                      |       |
| Franz Müller                              | deutscher Historien-, Kirchen-, Porträtmaler |       |
| Fernand Lematte                           | französischer Historienmaler |       |
| Valentin Linhof                           | deutscher Pionier der Fototechnik |       |
| Gustave Marissiaux                        | belgischer Fotograf |       |
| Édouard-Antoine Marsal                    | französischer Maler |       |
| Wilhelm Mauren                            | deutscher Theaterschauspieler und -regisseur |       |
| Fritz Meister                             | deutscher Theaterschauspieler |       |
| Fernando Meza                             | chilenischer Maler |       |
| Josephine Morcashani                      | britische Unterhaltungskünstlerin und Sängerin                                                                                                  |       |
| Georg Muratori                            | österreichischer Theaterschauspieler |       |
| Louis F. Neuweiler                        | Gründer der Louis F. Neuweiler’s Sons |       |
| Karl Nováček                              | tschechischer Cellist, Dirigent und Militärkapellmeister                                                                                        |       |
| Ernst Alfred O’Swald                      | deutscher Kaufmann und Politiker, MdHB |       |
| Lina Pfaff                                | deutsche Nähmaschinenfabrikantin |       |
| Patrick Philbin                           | britischer Tauzieher | 54/55 |
| Charles Fremont Pond                      | US-amerikanischer Marineoffizier |       |
| Josef Queva                               | deutscher Arbeiterführer und Vereinsgründer |       |
| Paul Radwanski                            | deutscher Jurist und Politiker (Zentrum), MdR                                                                                                   |       |
| Antonín Rázek                             | tschechischer Komponist |       |
| Richard Römer                             | deutscher Soldat, „Vater der DLRG“ |       |
| Carlo Rosati                              | italienischer Mathematiker |       |
| Jeanne de Rothschild                      | französische Unternehmerin |       |
| George Roux                               | französischer Illustrator |       |
| Gottfried Rückle                          | deutscher Kopfrechner und Mathematiker |       |
| Elisabeth Schellbach                      | deutsche Illustratorin |       |
| Garrett P. Serviss                        | US-amerikanischer Wissenschafts- und Science-Fiction-Autor                                                                                      |       |
| Dave Sullivan                             | irischer Boxer im Federgewicht |       |
| Edith von Térey                           | ungarische Schriftstellerin |       |
| Gertrude Thomson                          | britische Malerin und Illustratorin |       |
| Ilja Grigorjewitsch Tschaschnik           | russischer Künstler des Suprematismus |       |
| Minas Tscheras                            | armenischer Pädagoge und Schriftsteller |       |
| Carl Herrmann Unthan                      | armloser Artist und Violinist |       |
| Alfred Vacano von Wellho                  | österreichisch-russischer Brauerei-Unternehmer                                                                                                  |       |
| Charles Voigt                             | US-amerikanischer Tennisspieler und -funktionär                                                                                                 |       |
| Hermann Freiherr von Ziller               | preußischer Kommunaljurist, Regierungspräsident des Regierungsbezirkes Lüneburg (1914–1917) sowie Oberpräsident der Provinz Pommern (1917–1918) |       |